# Шахтахтинская, Эльмира Габибулла кызы
Эльмира Габибулла кызы Шахтахтинская (азерб. Elmira Həbibulla qızı Şahtaxtinskaya; 25 октября 1930 года, Баку — 13 октября 1996 года, Москва) — азербайджанский художник и график, Народный художник Азербайджанской ССР (1977).

## Биография
Родилась в семье химика Габибулла-бека Шахтахтинского. С 1946 года по 1954 год Шахтахтинская училась в Азербайджанском государственном художественном училище имени Азима Азимзаде в Баку.
В 1951 году поступила на графический факультет Московского государственного художественного института имени В. И. Сурикова, который окончила в 1956 году. Её дипломной работой был плакат «40 лет Октября». Вернувшись в Азербайджан, жила и работала в Баку.
Значительного успеха достигла, работая в портретном жанре. Среди известных произведений художницы можно отметить, приуроченных в основном к юбилейным датам выдающихся деятелей культуры Азербайджана можно отметить портреты Муслима Магомаева, Гусейна Джавида, Арифа Меликова, Фикрета Амирова, Узеира Гаджибекова (1985), Самеда Вургуна, Саттара Бахлулзаде и др.
В 1963 году была удостоена звания Заслуженного деятеля искусств Азербайджанской ССР. В 1977 году ей было присвоено звание Народного художника Азербайджана.
В конце 1980-х годов стала писать больше пейзажей. Она изображала ландшафты не только родного края (Баку, Кедабека, Загатала), но и Подмосковья, Чёрного моря, Лондона, Праги, Стокгольма и др. Среди наиболее известных её картин данного жанра стоит отметить «Старое дерево», «В старом Шагане», «Шуша-Исабулаг», «В лесу Пир-Гулу», «На берегу Бильгя», «Скалы», «Старинная крепость», «Горы около Шеки».
Скончалась Эльмира Шахтахтинская 13 октября 1996 года в Москве.